# Drino bisetosa
Drino bisetosa är en tvåvingeart som först beskrevs av Baranov 1932.  Drino bisetosa ingår i släktet Drino och familjen parasitflugor. Inga underarter finns listade i Catalogue of Life.